# Thymelaea lanuginosa
Thymelaea lanuginosa är en tibastväxtart som först beskrevs av Jean-Baptiste de Lamarck, och fick sitt nu gällande namn av Luis Ceballos Fernandez de Córdoba och C. Vicioso. Thymelaea lanuginosa ingår i släktet sparvörter, och familjen tibastväxter. Inga underarter finns listade i Catalogue of Life.